# Borís Shtiúrmer

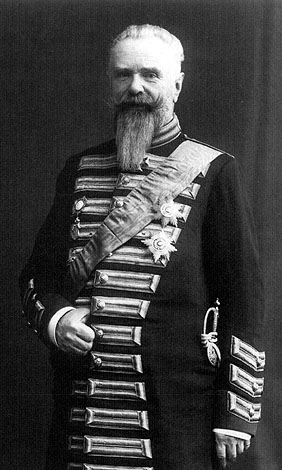

Borís Vladímirovich Shtiúrmer (en ruso: Бори́с Влади́мирович Штю́рмер, (27 de julio de 1848 - 9 de septiembre de 1917) fue un cortesano ruso que pasó a la historia «como un obsequioso seguidor de Rasputin, del cual fue solo un títere»". Ocupó el cargo de presidente del Consejo de Ministros, canciller y ministro del Interior del Imperio ruso varios meses en 1916.

## Carrera en la Administración Pública
Graduado de la Facultad de Derecho de la Universidad de San Petersburgo, Shtiúrmer disfrutó de buenas relaciones con la camarilla conservadora de la corte que maquinó su nombramiento como gobernador de Nóvgorod en 1894 y Yaroslavl en 1896. A pesar de frecuentes rumores de malversación de fondos, Shtiúrmer se volvió uno de los más fiables burócratas que trabajaban bajo Viacheslav fon Pleve y fue admitido en el Consejo de Estado de la Rusia Imperial en 1904. Aspiraba a suceder a Von Plehve en el puesto y el zar incluso firmó un ukase para tal efecto, pero el cargo fue finalmente para el príncipe Sviatopolk-Mirski.
La carrera de Shtiúrmer se hundió bajo Piotr Stolypin, pero resurgió debido a las celebraciones a escala nacional de 1913 por el tricentenario de la dinastía Románov, cuando acompañó al zar en su viaje a lo largo del Volga y fue nominado para el puesto de alcalde de Moscú. La elección de Shtiúrmer fracasó, pero logró ganar la confianza de un círculo asociado con Grigori Rasputín.
A raíz de la I Guerra Mundial, Shtiúrmer pidió al zar Nicolás II decretar el cambio de su apellido alemán a Panin. Puesto que los Panin eran una distinguida familia de la nobleza rusa, el monarca no pudo acceder a la petición de Shtiúrmer hasta haber consultado a todos los miembros de la familia Panin. 

## Primer ministro
Pendiente estos procedimientos, Shtiúrmer fue promovido a primer ministro con un alto grado de libertad política el 20 de enero de 1916. Pese a su incompetencia, obtuvo el puesto, merced a la influencia de Rasputín. Fue simultáneamente ministro del Interior (desde marzo de 1916) y ministro de Relaciones Exteriores (desde julio) y finalmente ministro supremo de Defensa Estatal —una especie de dictador—. Carecía de experiencia y de talento para desempeñar estas funciones. Tenía fama de corrupto y deshonesto, que no mejoró durante su periodo al frente del Gobierno. Falto de autoridad propia, dependía continuamente de la intervención del zar en su favor para someter a los organismos gubernamentales. Carente de planes, fue incapaz de resolver la grave falta de alimentos que aquejaba a la población, una de las razones principales por las que a mediados de julio había obtenido poderes dictatoriales del zar.
El Gobierno de Shtiúrmer fue profundamente impopular en todos los aspectos. Fue sospechoso de archirreaccionario y germanófilo. Su malogrado intento de enrolar no rusos en el servicio activo del ejército provocó un sangriento Kyrgyz levantamiento conocido como el Urkun. Tras el colapso de la Ofensiva Brusílov transcendió que Shtiúrmer había entrado en conversaciones separadas de paz con los alemanes. El 1 de noviembre Pável Miliukov, concluyó que las políticas de Shtiúrmer hicieron peligrar la Triple Entente al pronunciar su famoso discurso «estupidez o traición» ante la Duma. Incluso el zar tuvo que admitir que Shtiúrmer era una provocación al Parlamento y a todos los demás. En vez de deshacerse de Rasputín como le aconsejaron su madre y otros miembros de la familia real, el soberano decidió destituir a Shtiúrmer. Lo fue el 19 de noviembre.
Tras su salida del poder, Shtiúrmer se postuló para un asiento en la quinta Duma Estatal. Fue arrestado por el Gobierno Provisional Ruso después de la Revolución de Febrero en 1917 y murió en la Fortaleza de San Pedro y San Pablo a fines de ese año.
| Predecesor: Iván Goremykin  | Primer ministro de Rusia 2 de febrero de 1916-23 de noviembre de 1916 | Sucesor: Aleksandr Trépov  |
| Predecesor: Serguéi Sazónov | Ministro de Relaciones Exteriores de Rusia 1916                       | Sucesor: Nikolái Pokrovski |